# BMW Z3
O BMW Z3 é um carro desportivo que foi produzido pela fabricante alemã BMW com a proposta de atender a um grande mercado consumidor que desejava um veículo desportivo acessível. Foi o primeiro modelo da BMW produzido nos Estados Unidos.
Entre 1995 e 2002 foram produzidas 297088 unidades.